# Chifure AS Elfen Saitama
Il Chifure AS Elfen Saitama (ちふれASエルフェン埼玉?) è una squadra di calcio femminile giapponese con sede nella città di Saitama, metropoli capoluogo dell'omonima prefettura situata nella regione Kantō. Milita in Women Empowerment League, livello di vertice e primo torneo professionistico del campionato giapponese femminile di calcio.
La squadra, istituita nel 1991 come AS Elfen FC, ha adottato l'attuale denominazione dal 2016, e ha disputato, nelle sue varie denominazioni, otto campionati di primo livello ottenendo come migliore prestazione due ottavi posti, nel 2002 e nel 2014, vincendo inoltre il campionato cadetto (Division 2) nel 2009 e raggiungendo le semifinali della Coppa dell'Imperatrice 2019.

## Storia
Le origini della squadra risalgono al 1985, quando ha iniziato l'attività come sezione femminile del Sayama City Sports Boys' Club Azalea FC, e tre anni più tardi, nel 1988, ha rappresentato la regione Kantō nella Coppa dell'Imperatrice.
Nel 1991, con la denominazione AS Elfen FC, diventa un club indipendente e interamente femminile istituendo una squadra femminile dai 12 anni in su. L'AS presente nel nome della squadra, deriva dall'unione della "A" di Azalea e della "S" di Sayama, Saitama e la parte occidentale della prefettura, mentre Elfen deriva dal numero 11 il lingua tedesca (elf), riferimento al numero di componenti di una squadra di calcio, e ricorda anche la parola inglese elfin, che significa elfo (nel senso di fate).
Nel 2002, dopo aver avuto accesso alla Ladies League, l'allora denominazione del primo livello del campionato nazionale di categoria, cambia denominazione in AS Elfen Sayama FC, unica squadra del Kantō nel campionato 2002, concludendolo all'8º posto assoluto e raggiungendo così la salvezza. Nel campionato seguente, dopo aver concluso al 4º posto il girone est nella prima fase, termina al 4º posto anche il girone salvezza, dovendo poi affrontare il minitorneo di play-off con le squadre provenienti dal campionato cadetto e, concluso al 4º e ultimo posto con una vittoria e due sconfitte venire di conseguenza retrocesso.
Con la riforma della struttura del campionato femminile introdotta dalla Federcalcio giapponese nel 2004, viene istituita la Division 2 come denominazione del campionato cadetto del nuovo primo livello nazionale, la L-League Division 2 diventata Nadeshiko League Division 2 dalla stagione 2006. L'Elfen Sayama FC milita nel campionato di seconda divisione per sette stagioni, vincendo il campionato di Division 2 2009 e ritornando al vertice del campionato giapponese dalla stagione seguente.
Tra il 2010 e il 2012 disputa tre campionati di Nadeshiko League Division 1, ottenendo rispettivamente un 9º, un 8º e nuovamente un 9º posto, in quest'ultimo senza riuscire a difendere la salvezza e tornando in Challenge League (Division 2), ottenendo da allora una serie di risultati da squadra ascensore.
Con il fine di tornare velocemente nella Division 1, nella campagna acquisti 2013 la società riesce ad acquisire le ex giocatrici della nazionali Nozomi Yamago, Eriko Arakawa e Kanako Ito. A luglio, dopo essersi registrata come giocatrice, fa ritorno nella squadra come centrocampista l'allenatrice Ayumi Hara assieme all'attaccante della nazionale Shinobu Ōno. La squadra è arrivata seconda nel campionato ed è tornata alla Nadeshiko League dopo un anno in quanto la prima classificata, Tokiwagi Gakuen High School, non ha fatto domanda di iscrizione alla Nadeshiko League.
Nel 2014 il club decide di cambiare nuovamente denominazione in AS Elfen Saitama per espandere le sue attività dalla sua sede in tutta la prefettura di Saitama. Rimasta in D1 per due stagioni, al termine del campionato 2015 la squadra viene nuovamente retrocessa in Division 2 dopo aver concluso al 10º posto (in basso) sia la serie regolare che quella di promozione/relegazione.
Nel 2016, a seguito dell'accordo di naming rights con l'azienda di cosmetici Chifure Cosmetics, la squadra viene ridenominata Chifure AS Elfen Saitama Al termine del campionato, dopo essersi classificata al 2º posto, riesce ad ottenere la promozione dopo la vittoria nei play-off promozione/relegazione.
Tuttavia nel 2017 la squadra conclude il campionato di Div. 1 al 9º posto e dopo i play-off viene nuovamente retrocessa in Div. 2. Il 25 dicembre 2018, Chifure Holdings ha istituito una nuova società, la "Elfen Sports Club Co Ltd", con lo scopo principale di gestire questa squadra. La precedente società ONG "Elfen Sports Club", che gestiva la squadra, è stata sciolta il 2 febbraio 2019, e la nuova società ha rilevato l'attività
Il 15 ottobre 2020, il club venne accettato nella Women Empowerment League, primo torneo professionistico del campionato giapponese femminile di calcio, giocando dall'edizione inaugurale.

## Palmarès
- Campionato giapponese femminile di seconda divisione: 1

2009

## Organico

### Rosa 2021-2022
Rosa, ruoli e numeri di maglia come da sito ufficiale, aggiornati al 16 ottobre 2021.
| N. |                      | Ruolo | Calciatrice             |
| -- | -------------------- | ----- | ----------------------- |
| 1  | Giappone (bandiera)  | P     | Natsumi Asano           |
| 2  | Giappone (bandiera)  | D     | Shiori Kinoshita        |
| 3  | Giappone (bandiera)  | D     | Akari Matsukubo         |
| 4  | Giappone (bandiera)  | D     | Maho Hashinuma          |
| 5  | Giappone (bandiera)  | C     | Kozue Setoguchi         |
| 6  | Giappone (bandiera)  | C     | Yuki Seno               |
| 7  | Giappone (bandiera)  | C     | Emi Yamamoto (capitano) |
| 8  | Giappone (bandiera)  | A     | Juri Kawano             |
| 9  | Giappone (bandiera)  | A     | Naomi Yamamoto          |
| 10 | Filippine (bandiera) | A     | Sarina Bolden           |
| 11 | Giappone (bandiera)  | A     | Eriko Arakawa           |
| 13 | Giappone (bandiera)  | C     | Kana Matayoshi          |
| 14 | Giappone (bandiera)  | C     | Chika Kato              |

| N. |                     | Ruolo | Calciatrice      |
| -- | ------------------- | ----- | ---------------- |
| 16 | Giappone (bandiera) | C     | Marina Asada     |
| 17 | Giappone (bandiera) | C     | Ayano Matsui     |
| 18 | Giappone (bandiera) | C     | Rei Tachibana    |
| 19 | Giappone (bandiera) | C     | Yuka Nishiyama   |
| 20 | Giappone (bandiera) | D     | Minori Kishi     |
| 21 | Giappone (bandiera) | P     | Mayu Funada      |
| 22 | Giappone (bandiera) | D     | Miku Kojima      |
| 23 | Giappone (bandiera) | C     | Yushika Nakamura |
| 24 | Giappone (bandiera) | C     | Riko Yoshida     |
| 25 | Giappone (bandiera) | D     | Hitomi Yamakata  |
| 27 | Giappone (bandiera) | C     | Mayu Karahashi   |
| 29 | Giappone (bandiera) | C     | Hikaru Yumura    |
| 31 | Giappone (bandiera) | P     | Yuka Imai        |